# Comisión de Promoción del Perú para la Exportación y el Turismo
La Comisión de Promoción del Perú para la Exportación y el Turismo o PromPerú es una entidad dependiente del Ministerio de Comercio Exterior y Turismo del Perú. Tiene su sede en la ciudad de Lima. Es la entidad que integra a las antiguas Comisión para la Promoción de Exportaciones (PROMPEX) y a la Comisión de Promoción del Perú (PROMPERÚ) - previamente encargada de la promoción del turismo - de acuerdo al D.S. N.º 003-2007-MINCETUR.
Alcanzó notoriedad por realizar pabellones como la Exposición Universal de Aichi de 2005.

## Historia
Su misión consta de desarrollar estrategias para entablar una imagen integrada y atractiva del Perú, en que fomenta el turismo interno, así como la promoción a nivel mundial como un centro "turismo receptivo". También toma la función de invertir y promocionar de las exportaciones en territorio nacional.
Alcanzó notoriedad por realizar pabellones como la Exposición Universal de Aichi de 2005. Posteriormente colaboró con Ritmoson Latino para la promoción de sus espacios musicales hechos en el país. También fue conocida por emprender la Marca Perú, cuya versión musical permitió presentarse en el World Music Expo de 2012. En 2013 fue encargado de la delegación nacional en el festival La Mar de Músicas.
En 2020 se lanzó la iniciativa Film in Peru para fomentar la promoción del país como destino para la filmación de películas internacionales, entre las que destaca Transformers: el despertar de las bestias. Según uno de los directores de la institución, se encargará de organizar rodajes bajo cuatro pilares: proporcionar información sobre escenarios naturales e históricos para filmar, promocionar en festivales de cine, llevar a cabo campañas turísticas en colaboración con las productoras de cine y coordinarse con grupos de los sectores públicos y privados.

## Funciones
- Diseñar, coordinar, concertar y ejecutar políticas y acciones destinadas a difundir la imagen del Perú en el exterior y la promoción de sus productos de exportación.
- Gestionar y canalizar la cooperación técnica y financiera internacional para el cumplimiento de sus funciones.
- Participar en el planeamiento estratégico de la promoción de las exportaciones, con arreglo a lo dispuesto en el D. L. n.º 805.
- Participar en el diseño, coordinación y ejecución del planeamiento estratégico de la promoción de las inversiones, en coordinación con las entidades competentes.
- Diseñar, coordinar, concertar y ejecutar acciones destinadas a la promoción del turismo receptivo hacia el Perú y el turismo interno en el Perú.
- Gestionar y canalizar la cooperación técnica y financiera internacional para la promoción del turismo en el Perú.

## Organización
- Consejo Directivo
- Presidencia Ejecutiva
- Gerencia General
- Dirección de Promoción de las Exportaciones
- Dirección de Promoción del Turismo
- Dirección de Promoción de Inversiones Empresariales
- Dirección de Oficinas Regionales

### Consejo Directivo
El Consejo Directivo de PromPerú está presidido por el Ministro de Comercio Exterior y Turismo y tiene 19 miembros más: 2 viceministros (de Comercio Exterior y de Turismo), 6 representantes de Ministerios (Relaciones Exteriores, Economía y Finanzas, Agricultura y Riego, Cultura, Ambiente y Producción), un representante de la Agencia de Promoción de la Inversión Privada; los Presidentes o representantes de la Asociación de Exportadores, de la Asociación de Gremios Productores Agroexportadores, de la Sociedad Nacional de Industrias, de la Cámara de Comercio de Lima y de la Cámara Nacional de Turismo; un representante de las Asociaciones de la Micro y Pequeña Empresa y los representantes gremiales de la Zona Turística Nor Amazónica, de la Zona Turística Centro y de la Zona Turística Sur.